# Loturi, Argeș
Loturi este un sat în comuna Schitu Golești din județul Argeș, Muntenia, România.